# Anneau fini
 (juin 2022).
Si vous disposez d'ouvrages ou d'articles de référence ou si vous connaissez des sites web de qualité traitant du thème abordé ici, merci de compléter l'article en donnant les références utiles à sa vérifiabilité et en les liant à la section « Notes et références ».
Pour les articles homonymes, voir Anneau.
En mathématiques, un anneau fini est un anneau qui a un nombre fini d'éléments. Chaque corps fini est un exemple d’anneau fini, et la partie additive de chaque anneau fini est un exemple de groupe fini et abélien, mais la notion même d’anneaux finis a une histoire plus récente.
Comme les anneaux sont plus rigides que les groupes, la classification des anneaux finis est plus simple que celle des groupes finis. Par exemple, la classification des groupes finis simples a été l’une des percées majeures des mathématiques du XXe siècle, sa preuve s’étendant sur des milliers de pages, alors qu'on savait depuis 1907 que tout anneau simple fini est isomorphe à l'un des anneaux {\displaystyle M_{n}(\mathbb {F} _{q})} (matrices carrées d'ordre n sur un corps fini d'ordre q).
Le nombre d'anneaux avec m éléments, pour m un entier naturel, est répertorié sous le numéro  A027623 de l'encyclopédie en ligne des suites de nombres entiers.